# Hubertus Paetow
Hubertus Paetow (* 1967 in Schleswig-Holstein) ist ein deutscher Landwirt und Agrarfunktionär. Er ist Präsident der Deutschen Landwirtschafts-Gesellschaft (DLG).

## Leben
Hubertus Paetow ist der Sohn des ehemaligen DLG-Vizepräsidenten und Ehrenmitglieds Konrad Paetow. Er absolvierte zunächst eine Ausbildung zum Landwirt. Nach dem Studium der Agrarwissenschaften an den Universitäten Göttingen und dann Kiel, das er 1995 als Diplom-Agraringenieur abschloss, war er bis 2005 Geschäftsführer eines Ackerbaubetriebes in der Nähe von Kiel. Seitdem bewirtschaftet der Vater von fünf Kindern seinen eigenen, 1.250 Hektar großen, durch Konrad Paetow kurz nach der politischen Wende 1990 von einer LPG übernommenen und aufgebauten Betrieb mit den Schwerpunkten Ackerbau und Saatguterzeugung in Schlutow, einem Ortsteil der Gemeinde Finkenthal im Landkreis Rostock in Mecklenburg-Vorpommern. Dabei besteht eine Kooperation mit einem Ferkelerzeugungsbetrieb.
Neben verschiedenen Ämtern, die Paetow in Verbänden (unter anderem als stellvertretender Vorsitzender im Familienbetriebe Land und Forst e. V. und Vorstandsmitglied im Anklamer Anbauerverband für Zuckerrüben e. V.) sowie in der Kommunalpolitik innehatte, war er ab 2015 Vizepräsident der DLG und Vorsitzender des DLG-Testzentrums Technik und Betriebsmittel in Groß-Umstadt. Er ist zudem Mitglied im DLG-Ausschuss für Betriebsführung sowie stellvertretender Vorsitzender des Ausschusses für Digitalisierung, Arbeitswirtschaft und Prozesstechnik.
Am 20. Februar 2018 wählte ihn im Rahmen der Wintertagung der DLG deren Gesamtausschuss, dem Vorschlag von Vorstand und Aufsichtsrat folgend, zum neuen Präsidenten und damit Nachfolger von Carl-Albrecht Bartmer, der nach zwölf Jahren Amtszeit nicht erneut kandidiert hatte.
Seit Januar 2020 ist Hubertus Paetow Mitglied im Rat für Nachhaltige Entwicklung. Am 8. Juli 2020 wurde er in die Zukunftskommission Landwirtschaft als Vertreter der Deutschen Landwirtschafts-Gesellschaft berufen.